# Óscar Monteiro Torres
Óscar Monteiro Torres ComTE • MPMM • MCC • MV (Nossa Senhora dos Remédios, Luanda, 26 de Março de 1889 – Laon, 20 de Novembro de 1917), foi um aviador e militar português, pioneiro da aviação em Portugal e o primeiro e único piloto português a morrer em combate durante a Primeira Guerra Mundial.

## Biografia
Óscar Monteiro Torres nasceu na freguesia de Nossa Senhora dos Remédios, na cidade de Luanda, em Angola, em 26 de Março de 1889. Era filho de Julião Monteiro Torres e de Ema da Silveira Monteiro Torres, ambos naturais de Lisboa.
Entra, com 11 anos, para o Real Colégio Militar em Lisboa, e depois frequentou a Escola do Exército até 1909, onde termina o curso de Cavalaria. Em 1910, presta serviço militar em Angola.
A 20 de novembro de 1911, casou civilmente em Lisboa com Maria Carolina de Lima Correia (Santa Maria de Belém, Lisboa, c. 1890), filha de António de Seixas Correia e de Inácia Adelaide Teixeira de Lima Correia, ambos naturais de Lisboa. Deste casamento nasceu Vera Correia Monteiro Torres.
Republicano convicto e Maçon, defendeu a intervenção de Portugal na Primeira Guerra Mundial. Esta posição política obriga-o a viajar para Inglaterra, de onde será chamado pelo então Coronel Norton de Matos, em 1915. Integrando o destacamento aéreo, Torres é um dos organizadores da Escola de Aviação de Vila Nova da Rainha.
Em Fevereiro de 1916, acompanhado por António de Sousa Maya e Alberto Lello Portela, recebeu formação de voo em Hendon, na Grã-Bretanha. Passou depois à Escola Northolt do Royal Flying Corps, onde prestou provas como piloto militar. Realizou 25 horas de voo e obteve a classificação final de 20 valores.
Depois de tirar o brevet em Inglaterra, este Oficial de Cavalaria foi um dos aviadores do Corpo Expedicionário Português enviados para França durante a Primeira Guerra Mundial. Integrado na Esquadrilha SPA 65, ou Esquadrilha das Cegonhas, equipada com aviões SPAD S.VII e, com base em Soissons, o Capitão Óscar Monteiro Torres acabou por ser abatido a 19 de Novembro de 1917 depois de ter travado um combate aéreo em circunstâncias de extrema desigualdade de forças: o piloto português ainda conseguiu abater dois Halberstadt alemães mas a seguir já nada pôde fazer contra a esquadrilha de Fokker, que o atingiu. Acabou por falecer no dia seguinte, a 20 de Novembro de 1917, no Hospital alemão da Sanitats Kompagnie 8, em Laon, no norte de França. Inicialmente sepultado pelos alemães, com honras militares, no cemitério alemão de Laon, foi trasladado para o cemitério de Vieille Chapelle, em França, e teve depois funeral em Portugal a 22 de Junho de 1930 para o Cemitério do Alto de S. João, em Lisboa. Foi o primeiro aviador português a morrer em combate. Os seus restos mortais repousam na Cripta dos Combatentes, no Cemitério do Alto de São João, em Lisboa. O Marechal Philippe Pétain prestou testemunho escrito, em ordem do exército francês, da sua bravura em combate.
Foi promovido, a título póstumo, a Major, e condecorado, a título póstumo, com a Ordem Nacional da Legião de Honra e a Cruz de Guerra Francesas e com a Medalha da Cruz de Guerra de 1.ª Classe, a Medalha Comemorativa das Campanhas, a Medalha da Vitória e o Colar de Comendador da Ordem Militar da Torre e Espada, do Valor, Lealdade e Mérito de Portugal a 20 de Junho de 1930.
A Avenida Óscar Monteiro Torres, em Alvalade, Lisboa, recebeu o seu nome.